# Kantine
 Der er for få eller ingen kildehenvisninger i denne artikel, hvilket er et problem. Du kan hjælpe ved at angive troværdige kilder til de påstande, som fremføres i artiklen.

En kantine (fra italiensk: cantina = vinkælder) er et spisested med selvbetjening og sædvanligvis beregnet for en begrænset kreds af brugere. 
Kantiner findes på virksomheder, skoler, uddannelsessteder og institutioner. 
På mange skoler og institutioner er kantinerne bygget af elever og brugere selv.
Kantiner har mange steder erstattet de tidligere privatdrevne marketenderier.